# 양경모
양경모(2001년 5월 28일 ~ )는 대한민국의 배우이다.

## 출연작

### 영화
- 2012년 《점쟁이들》 - 월광 역
- 2012년 《기억의 조각들》
- 2010년 《초능력자》 - 초인꼬마 역